# Cephalodella somniculosa
Cephalodella somniculosa är en hjuldjursart som beskrevs av Ramón Margalef 1948. Cephalodella somniculosa ingår i släktet Cephalodella och familjen Notommatidae. Inga underarter finns listade i Catalogue of Life.